# Heti Válasz
Heti Válasz („Wöchentliche Antwort“) war eine rechtskonservative, regierungsnahe, ungarische Wochenzeitung, die ab dem Jahre 2001 erschien. Nachdem die Printauflage im August 2018 eingestellt worden war, folgte eine reine Online-Nachfolgepublikation namens valaszonline.hu mit anderen Betreibern und neuer inhaltlicher Ausrichtung. 

## Geschichte
Die Zeitung wurde 2001 von der Mitte-rechts-Regierung von Viktor Orbán gegründet, als eine Alternative gegenüber den postkommunistischen Zeitungen. In den ersten Jahren übte István Elek, ein grüner Essayist und früherer Parlamentsabgeordneter des konservativen Ungarischen Demokratischen Forums, großen Einfluss auf die Redaktion aus. 2004 ging das Blatt beinahe in Konkurs, wurde aber von anderen Unternehmern übernommen, die sich jedoch in das Redaktionsleben nicht einmischen wollen. Unter István Elek verstand sich das Blatt als ökologisch und konservativ.

## Heutige Lage
Das Profil der Zeitung hatte sich seit dem Abtreten von István Elek sehr verändert. Die Zeitung distanzierte sich von der Fidesz-Partei, die ehemals als Gründer galt, und betrat eigene Wege. Ideologisch steht sie nun der bürgerlichen Opposition nahe, aber auch mit ihr geht sie kritisch um. Der neue Chefredakteur, Gábor Borókai will sein Blatt als ungarisches Pendant zu FOCUS positionieren. Heti Válasz ist die einzige Zeitung in Ungarn, deren Auflage jede Woche steigt. Zu den berühmtesten Journalisten der Zeitung zählen András Stumpf, Bálint Ablonczy, Szilárd Szönyi, Ágnes Osztovits, Anita Élő, Márton Devich oder István Dévényi. In dieser Zeitung publizieren die neokonservativen Intellektuellen Ungarns, wie der gegenwärtige Außenminister János Martonyi, der Philosoph András Lánczi (* 1956) oder der Ideenhistoriker Ferenc Horkay Hörcher. Neben diesen kommen auch grüne Intellektuelle zu Wort, wie der Soziologe András Lányi oder der fundamental-ökologische Philosoph János Sebeök. Dennoch gilt Heti Válasz als Sprachrohr des neokonservativen Flügels der bürgerlichen Opposition, und daher unterscheidet sie sich von der antiglobalistischen Linie der übrigen oppositionellen Tages- und Wochenzeitungen Ungarns.
Internationales Aufsehen erregte die Zeitschrift 2010, als sie Paul Lendvai Spitzeltum für die ungarische Staatssicherheit vorwarf.
Lendvai konnte die Vorwürfe jedoch glaubwürdig entkräften.
Eine brisante Entdeckung machte die ungarische Wochenzeitung Magyar Narancs 2012, nämlich dass sich Fidesz-Lokalregierungen mit höheren Geldsummen bei Heti Válasz eine positive Berichterstattung erkauften.